# Seznam lotrinských vévodů

Erb lotrinských vévodů

Toto je seznam panovníků Lotrinského vévodství.

## Lotrinští vévodové
- Gebhard, hrabě rheingauský († 910), kolem roku 904 vévodou lotrinským (Konrádovci).
- 910–923 přešlo Lotrinsko na západofranského krále Karla III. zvaného Prostý: dosazen Reginhar I. (Reginardovci), mezi 910–915 a od 915/916 falckrabě

Wigerich lotrinský (Wigerichovci).
- Eberhard Francký 926–928
- Giselbert, hrabě na Maasgau mezi 928/929 a 938/939 (Reginardovci)
- Jindřich Bavorský (prokázáno jen roku 940)
- Jindřich † 944, syn Giselbertův, jako nezletilý spoluvévoda 940–944 (Reginardovci)
- Ota Verdunský, hrabě verdunský († 944), vévoda lotrinský mezi 942 a 944 (Wigerichovci).
- Konrád Rudý, hrabě ve Frankách († 955), vévoda lotrinský mezi 945 a 953.
- Brun, arcibiskup kolínský († 965), vévoda lotrinský 953–965.

## Dolnolotrinštívévodové
Jelikož dolnolotrinští vévodové častokrát ovládali také další panství, docházelo k častým změnám
- Gottfried I. z Jülichu, dux († 964) (Girardovci)
- Richar, comes /hrabě/ († 973)
- Karel I., 978–991 (Karlovci)
- Otto, 991–1012 (Karlovci)
- Gottfried II., 1012–1023 (Wigerichovci).
- Gotzelo I., 1023–1044 (Wigerichovci).
- 1044–1046: neobsazeno nebo Gotzelo II. ?
- Fridrich II. Lucemburský, 1046–1065 (Wigerichovci).
- Gottfried III., Vousatý, 1065–1069 (Wigerichovci).
- Godrey IV., Hrbatý, 1069–1076 (Wigerichovci).
- Konrád Francký, 1076–1088 (vicedux: Albert III. hrabě namurský)
- Gottfried V. Bouillonský, 1088–1100 (Wigerichovci).
- Jindřich I. Limburský, 1100–1106
- Gottfried VI. Lovaňský, 1106–1128 (Reginardovci)
- Walram Limburský, 1128–1139
- Gottfried VII. Lovaňský, 1139–1142 (Reginardovci)
- Gottfried VIII. Lovaňský, 1142–1190 (Reginardovci)
- Jindřich I. Brabantský (Brodantský), 1190–1235 (od roku 1183/1184 již vévoda z Brodantu) (Reginardovci)

## Hornolotrinštívévodové

### Wigerichovci
Dynastie Barská:
- Fridrich I. z Baru, 959–984
- Dětřich I. z Baru, 984–1026/33
- Fridrich II. z Baru, 1019–1026 spoluregent
- Fridrich III. z Baru, 1027–1033

Verdunská dynastie:
- Gotzelo I., 1033–1044, sjednocení s Dolním Lotrinskem.
- Gottfried Vousatý, 1044–1046

### Matfriede,Dynastie Châtenois
- Vojtěch, 1047–1048
- Gerhard, 1048–1070
- Dětřich II., 1070–1115
- Šimon I., 1115–1141 (* kolem 1076; † 13. ledna 1138)
- Matouš I., 1141–1176
- Šimon II., 1176–1206
- Fridrich (Ferry) I., 1206–1207
- Fridrich (Ferry) II., 1206–1213
- Theobald I., 1213–1220
- Matyáš II., 1220–1251
- Fridrich (Ferry) III., 1251–1303
  - Kateřina Limburská, regentka 1251–1255
- Theobald II., 1303–1312
- Fridrich (Ferry) IV., 1312–1329
- Rudolf, 1329–1346
  - Alžběta Habsburská, regentka 1329–1331
- Jan I., 1346–1390
  - Marie ze Châtillonu, regentka 1346–1361
- Karel II., 1390–1431[1]
- Izabela, 1431-1453, jeho dcera, ∞ 1420 René I. z Anjou, hrabě z Guise, 1430 hrabě barský, †1480

## Lotrinští vévodové

### Mladší dynastie Anjou

Erb lotrinských vévodů z rodu Anjou

- René I., 1431–1453, 1434 propůjčen titul císařem Zikmundem
- Jan II., 1453–1471
- Mikuláš I., 1471–1473
- Jolanda, 1473, ∞ Fridrich II. z Vaudémontu

Erb lotrinských vévodů z rodu Anjou

Erb lotrinských vévodů z rodu Vaudémont

### Dynastie Vaudémont,dynastie lotrinská
- René II., 1473–1508
- Antonín II., 1508–1544, jeho syn
- František I., 1544–1545, jeho syn
- Karel III., 1545–1608, jeho syn
  - Kristina Dánská, regentka 1545–1552
  - Mikuláš, vévoda Mercoeurský, regent 1552–1559
- Jindřich II., 1608–1624, syn Karla III.
- Nikola, 1624 až 21. listopadu 1625, † 1657, jeho dcera
- František II., 21.–26. listopadu 1625, bratr Jindřicha II., vévoda po usnesení generálních stavů, po pěti dnech abdikoval
- Karel IV., od 26. listopadu 1625 do 19. ledna 1634, abdikoval, syn Františka II.
- Mikuláš II. František, 19. ledna až 1. duben 1634, bratr Karla IV.
- 1634–1641 francouzská okupace
- Karel IV., duben až červenec 1641 (podruhé)
- 1641–1659 francouzská okupace
- Karel IV., 1659–1670 (potřetí), 1670–1675 titulárně
- 1670–1697 francouzská okupace
- Karel V., 1675–1690, syn Mikuláše II., titulární vévoda
- Leopold, 1690–1697 (titulární vévoda), 1697–1729 jako výsledek míru z Rijswijku vévodou
- František III. Štěpán, 1729–1736, 1736 velkovévoda toskánský, 1745 jako František I. císař Sv. říše římské, manžel Marie Terezie.

Po skončení války o polský trůn přinesla vídeňská mírová smlouva tuto dohodu: kandidát za francouzskou stranu, Stanislav I. Leszczyński, se vzdává polské koruny a za to dostává Lotrinsko, oproti tomu se František Štěpán zříká Lotrinska a získává Toskánsko. Dále bylo dojednáno, že území po smrti Leszczyńského připadne Francii, což se stalo roku 1766. Sňatkem Františka Štěpána s Marií Terezií, dědičkou domu Habsburků, vzniká roku 1736 habsbursko-lotrinská dynastie.